# Семь мечей
«Семь мечей» (кит. трад. 七劍, упр. 七剑, пиньинь Qī jiàn, палл. Ци цзянь) — гонконгский художественный фильм 2005 года, срежиссированный Цуй Харком. Главные роли в картине исполнили Леон Лай, Донни Йен, Чарли Ян, Сунь Хунлэй, Лу И и Ким Со Ён. Экранизация романа Лян Юйшэна «Семь мечей с Небесной горы».

## Сюжет
В середине XVII века маньчжуры берут под контроль территории бывшей империи Мин и создают империю Цин. Поскольку в сообществах мастеров боевых искусств начинают зарождаться националистические настроения, власти нового государства немедленно устанавливают запрет простолюдинам изучать боевые искусства. Военачальник Ветер-огонь видит в новом законе возможность заработать состояние, поэтому предлагает правительству свою помощь в контроле за соблюдением нового закона. Теперь военачальник со своей армией разоряет северо-западный Китай и убивает тысячи бойцов сопротивления, а также мирных жителей. Его следующей целью становится нападение на Боевую деревню, где находится большое количество мастеров боевых искусств.
Фу Цинчжу, бывший палач, испытывает желание остановить Ветря-огня, поэтому отправляется на помощь в Боевую деревню. Он отводит с собой двух молодых жителей деревни, Хань Чжибана и У Юаньин, на Небесную гору просить помощи у мастера Хуэймина, фехтовальщика-отшельника и кузнеца мечей. Мастер разрешает четырём своим ученикам — Чу Чжаонаню, Ян Юньцуну, Синь Лунцзы и Мулану — составить компанию троим в их противостоянию Ветру-огню. Хуэймин также даёт каждому из них по особому мечу, которые он выковал. Теперь семеро называют себя «семью мечами». Семёрка вовремя возвращается в деревню, где побеждают и прогоняют солдат военачальника. Чтобы выиграть время для обитателей деревни на эвакуацию, «семь мечей» нападают на логово Ветра-огня и сжигают их амбар, а также делают невозможной езду солдат на лошадях. Во время набега Чу Чжаонань встречает корейскую рабыню военачальника, Зелёную Жемчужину, и забирает её с собой.
Когда жители уходят от своей деревни и направляются в сторону холмов, их запасы еды и вода оказываются отравлены, и кто-то оставляет знаки на пути, чтобы люди Ветра-огня смогли как можно быстрее догнать людей сопротивления. «Семь мечей» понимают, что среди них есть шпион, и собираются вычислить и нейтрализовать его до того, как Ветер-огонь со своей армией настигнет их. Корейская попутчица сразу же становится главной подозреваемой, поскольку не говорит на их языке. Ситуация осложняется романом между ней и Чжаонанем. В какой-то момент пара попадает в ловушку военачальника. Чжаонань использует свой меч, чтобы освободить возлюбленную от сети, накинутой на неё людьми Ветра-огня, но теряет своё оружие. После того, как Чжаонань попадает в плен, Зелёной Жемчужине удаётся сбежать и передать сообщение другим из семёрки, что Чжаонань был схвачен, но после девушка погибает от полученных травм.
Другие шестеро фехтовальщиков отправляются к Ветру-огню и вступают с ним и его людьми в схватку, чтобы спасти друга. Во время отсутствия «семи мечей» рядом со сбежавшими жителями Боевой деревни шпион военачальника, которым оказывается Цю Дунло, поджигает вход в пещеру, чтобы сообщить о местонахождении сельских жителей своим людям. Дунло раскрывает себя и начинает систематически убивать ничего не подозревающих окружающих. Его раскрывает дочь старосты деревни Лю Юйфан, которая в конце концов случайно убивает шпиона. Однако девушка настолько травмирована случившимся, что впадает в истерику. Между тем семёрка фехтовальщиков побеждают и убивают Ветра-огня, заставив его армию временно отступить. Мечники возвращаются в пещеры, где видят, что все жители деревни убиты кроме Лю Юйфан и нескольких детей. Хань Чжибан успокаивает Юйфан и решает остаться и защищать выживших. «Семь мечей» приходят к пониманию, что единственный способ спасти мастеров боевых искусств Китая — убедить императора династии Цин отменить запрет на изучение боевых искусств. Юйфан сообщает Чжибану, что она в одиночку сможет позаботиться о выживших, после чего он бросается догонять своих боевых товарищей, направляющихся в столицу.

## В ролях
| Актёр         | Роль              |
| ------------- | ----------------- |
| Леон Лай      | Ян Юньцун         |
| Донни Йен     | Чу Чжаонань       |
| Чарли Ян      | У Юаньин          |
| Сунь Хунлэй   | Ветер-огонь       |
| Лу И          | Хань Чжибан       |
| Ким Со Ён     | Зелёная Жемчужина |
| Лау Калён     | Фу Цинчжу         |
| Чжан Цзинчу   | Лю Юйфан          |
| Дай Лиу       | Синь Лунцзы       |
| Дункан Чжоу   | Мулан             |
| Джейсон Бай   | Лю Цзинъи         |
| Ци Гуаньцзюнь | Цю Дунло          |
| Хуан Пэн      | Гуань Саньдао     |
| Ли Хайтао     | Сы Илан           |
| Ма Цзинъу     | мастер Хуэймин    |
| Майкл Вон     | князь Догэдо      |

## Восприятие
На сайте-агрегаторе рецензий Rotten Tomatoes у фильма 25 % положительных рецензий кинокритиков на основе 16 отзывов со средней оценкой 4,80 из 10, в то время как общий зрительский рейтинг составляет 55 % и оценку 3,3 из 5.

## Номинации и награды
| Кинопремия                                        | Категория                         | Лауреат / претендент                              | Результат |
| ------------------------------------------------- | --------------------------------- | ------------------------------------------------- | --------- |
| 42-й кинофестиваль «Золотая лошадь»               | Лучший адаптированный сценарий    | Цуй Харк, Чён Чисин, Чхёнь Тхиньнам               | Номинация |
| 42-й кинофестиваль «Золотая лошадь»               | Лучшая операторская работа        | Венус Кён                                         | Номинация |
| 42-й кинофестиваль «Золотая лошадь»               | Лучшие визуальные спецэффекты     | Питер Уэбб                                        | Номинация |
| 42-й кинофестиваль «Золотая лошадь»               | Лучшая арт-режиссура              | Эдди Вон                                          | Номинация |
| 42-й кинофестиваль «Золотая лошадь»               | Лучший грим и дизайн костюмов     | Пхунь Винъянь, Ширли Чань                         | Номинация |
| 42-й кинофестиваль «Золотая лошадь»               | Лучшая экшн-хореография           | Лау Калён, Стивен Тун, Сюн Синьсинь               | Победа    |
| 42-й кинофестиваль «Золотая лошадь»               | Лучшие звуковые спецэффекты       | Стив Бёрджесс, Хэ Вэй                             | Номинация |
| 25-я церемония награждения Гонконгской кинопремии | Лучший фильм                      | Цуй Харк, Lee Joo-Ick, Ма Чжунцзюнь, Пань Чжичжун | Номинация |
| 25-я церемония награждения Гонконгской кинопремии | Лучшая режиссура                  | Цуй Харк                                          | Номинация |
| 25-я церемония награждения Гонконгской кинопремии | Лучшая женская роль второго плана | Чжан Цзинчу                                       | Номинация |
| 25-я церемония награждения Гонконгской кинопремии | Лучшая операторская работа        | Венус Кён                                         | Номинация |
| 25-я церемония награждения Гонконгской кинопремии | Лучшая киномонтажная работа       | Энджи Лам                                         | Номинация |
| 25-я церемония награждения Гонконгской кинопремии | Лучший художник-постановщик       | Эдди Вон                                          | Номинация |
| 25-я церемония награждения Гонконгской кинопремии | Лучший дизайн костюмов и грима    | Пхунь Винъянь, Ширли Чань                         | Номинация |
| 25-я церемония награждения Гонконгской кинопремии | Лучшая хореография                | Лау Калён, Стивен Тун, Сюн Синьсинь               | Номинация |
| 25-я церемония награждения Гонконгской кинопремии | Лучшая музыка к фильму            | Кэндзи Каваи                                      | Номинация |
| 25-я церемония награждения Гонконгской кинопремии | Лучшие звуковые эффекты           | Стив Бёрджесс, Хэ Вэй                             | Номинация |
| 25-я церемония награждения Гонконгской кинопремии | Лучшие спецэффекты                | Питер Уэбб                                        | Номинация |